# Günter Endruweit
Günter Endruweit (* 24. Juli 1939 in Tilsit; † 22. Februar 2021 in Kiel) war ein deutscher Soziologe.

## Leben
Die Familie flüchtete 1945 nach Marne in Holstein. Am Gymnasium Marne legte er 1959 das Abitur ab. Danach studierte er Jura, Volkswirtschaftslehre und Soziologie in Saarbrücken, Tübingen, Kiel und an der Freien Universität Berlin.
Er arbeitete dann als Assistent am Institut für empirische Sozialforschung und am Soziologischen Institut in Saarbrücken. Dort legte er das zweite juristische Staatsexamen ab, promovierte 1972 zum Dr. jur., habilitierte sich 1977 mit einer Studie zum Einfluss der Eliten auf die Entwicklung für das Fach Soziologie und lehrte bis 1979 als Assistenzprofessor. 1979 war er Professor für Soziologie an der TU Berlin, von 1979 bis 1980 an der Ruhr-Universität Bochum, von 1980 bis 1991 an der Universität Stuttgart und von 1991 bis zu seiner Emeritierung 2004 an der Universität Kiel. Daneben war er Gastprofessor an der Istanbul Üniversitesi und von 1972 bis 1973 an der Northwestern University in Illinois.
Endruweit hatte zahlreiche Ämter in der Selbstverwaltung in Bochum, Stuttgart (Dekan der Fakultät Geschichts-, Sozial- und Wirtschaftswissenschaften 1988–1990), Saarbrücken (Vizepräsident der Universität) und Kiel (Dekan der Wirtschafts- und Sozialwissenschaftlichen Fakultät) inne. Zudem war er Mitglied im Stiftungsrat der Arthur-Burkhardt-Stiftung für Wissenschaftsförderung.

## Forschungstätigkeiten
Er erforschte u. a. die Gastarbeiterproblematik, die Funktion von Eliten und anderen Minderheiten für die soziale Entwicklung, die Behörden- und Unternehmensorganisation, die Kommunalreform, neue Organisationsformen der Arbeit und Arbeitsbeziehungen und Probleme der staatlichen und privaten Planung.
Seine Arbeitsschwerpunkte waren Allgemeine Soziologie und Forschungsmethodik, Entwicklungs-, Gemeinde-, Industrie-, Organisations-, Technik- und Agrarsoziologie.

## Veröffentlichungen

### Monografien
- 1973: Die Wahlfeststellung und die Problematik der Überzeugungsbildung, der Identitätsbestimmung, der Urteilsyllogistik sowie der sozialen und personalen Gleichwertigkeit von Straftaten, Köln (Heymann)
- 1974: (mit Otto Neuloh/Hans Leo Krämer), Integration oder Rückkehr – das ist die Frage. Türkische Gastarbeiter zwischen gestern und morgen, Bonn (Der Bundesminister für Arbeit und Sozialordnung)
- 1975: Dreisprachiges Wörterbuch der Soziologie, Meisenheim am Glan (Hain), [engl./dt./frz.]
- 1979: Struktur und Wandel der Polizei. Organisations- und berufssoziologische Untersuchungen über die Polizei in der Bundesrepublik Deutschland und den USA, Berlin (Duncker & Humblot)
- 1981: Organisationssoziologie, Berlin (Walter de Gruyter)
- 1982: Verwaltungswissenschaftliche und regionalplanerische Aspekte der Kommunalreform. Eine Fallstudie zur kommunalen Territorial- und Funktionalreform im Saarland, Hannover (Curt R. Vincentz)
- 1982: (erweiterte Neuauflage) Dreisprachiges Wörterbuch der Soziologie, Kronsberg (Athenäum)
- 1985: (mit Gerhard Berger) Gastarbeiter als Eltern. Untersuchungen zum Verhältnis zwischen der Schule und den Eltern ausländischer Grund- und Hauptschüler, Stuttgart (Kurz)
- 1986: Elite und Entwicklung. Theorie und Empirie zum Einfluss von Eliten auf Entwicklungsprozesse, Frankfurt am Main (Lang)
- 1987: (mit Gerhard Berger) Die Sozialverträglichkeit von Energiesystemen, Stuttgart (Landesregierung von Baden-Württemberg)
- 1994 (mit Giselher Kaule und Günther Weinschenck) Landschaftsplanung, umsetzungsorientiert! , Bonn-Bad Godesberg (Bundesamt für Naturschutz)
- 1997: Beiträge zur Soziologie, Band 1: Studium, Wissenschaftstheorie, Methoden, Kiel (Christian-Albrechts-Universität, Institut für Soziologie, Reihe C.A.U.S.A.)
- 1998: Beiträge zur Soziologie, Band 2: Allgemeine Soziologie, Kiel (Christian-Albrechts-Universität, Institut für Soziologie, Reihe C.A.U.S.A.)
- 1999: Beiträge zur Soziologie, Band 3: Industrie- und Arbeitssoziologie, Organisationssoziologie, Techniksoziologie, Kiel (Christian-Albrechts-Universität, Institut für Soziologie, Reihe C.A.U.S.A.)
- 2000: Milieu- und Lebensstilgruppe – Nachfolger des Schichtenkonzepts?, München/Mering (Hampp)
- 2000: Beiträge zur Soziologie, Band 4: Entwicklungs- und Planungssoziologie, Land- und Regionalsoziologie, Gemeindesoziologie, Rechtssoziologie, Kiel (Christian-Albrechts-Universität, Institut für Soziologie, Reihe C.A.U.S.A.)
- 2002: Beiträge zur Soziologie, Band 5: Letzte Beiträge 1997–2002, Kiel (Christian-Albrechts-Universität, Institut für Soziologie, Reihe C.A.U.S.A.)
- 2004: Organisationssoziologie, 2. erweiterte u. überarbeitete Auflage, Stuttgart (Lucius & Lucius)
- 2010: Schleswig-Holstein. Auf den Spuren der Landesgeschichte in den Museen. Heide (Boyens)
- 2015: Empirische Sozialforschung. Wissenschaftstheoretische Grundlagen, Konstanz/München (UVK Verlagsgesellschaft)

Endruweit war langjährig Redakteur der Zeitschrift Soziologie der Deutschen Gesellschaft für Soziologie.

### Herausgeberschaften
- 1971–1984: (zus. mit Kurt E. Becker, Wolfgang S. Freund, Dieter Goetze et al.) Mitherausgeber von Die Dritte Welt. Vierteljahresschrift zum wirtschaftlichen, kulturellen, sozialen und politischen Wandel St. Michael (Bläschke)
- 1974–1982: Mitglied des Redaktionsbeirates von La questione criminale, Bologna (Il Mulino)
- 1982: (zus. mit Elmar Münzer), Politik und Planung in der neuen Kommunalstruktur. Erste Erfahrungen mit der Gebiets- und Verwaltungsreform, Hannover (Curt R. Vincentz)
- 1982–1991: Verantwortlicher Redakteur von Soziologie. Mitteilungsblatt der Deutschen Gesellschaft für Soziologie, Stuttgart (Enke)
- 1985: (zus. mit Eduard Gaugler/Wolfgang H. Staehle/Bernhard Wilpert), Handbuch der Arbeitsbeziehungen. Deutschland, Österreich, Schweiz, Berlin/New York (de Gruyter)
- 1989:(zus. mit Gisela Trommsdorff), Wörterbuch der Soziologie, 3 Bände, Stuttgart/München (Enke/dtv)
  - 1999: (vietnamesisch) Tù’ iê’n Xã Hôi Hoc, Hanoi (Nhà Xuât Bàn Thê’ Giói)
- 1993: Moderne Theorien der Soziologie, Stuttgart (Enke)
  - 1999 (vietnamesisch) Các Lý Thuyêt Xã Hôi Hoc Hiên Ðai, Hanoi (Nh’a Xuât Bàn Thê Giói)
  - 2000 (japanisch von Shizuo Yamamato) Gendai No Shakaigaku Riron, Tokio (Koseisha – Koseikaku)
- 1993–  : Mitglied des Redaktionsbeirates von Geschichte und Gegenwart, Graz
- 1993–  : Mitglied des Herausgeberbeirates von Industrielle Beziehungen, Mering
- 2000: (zus. mit Wolf R. Dombrowsky) Ein Soziologe und sein Umfeld. Lars Clausen zum 65. Geburtstag von Kieler Kollegen und Mitarbeitern, Kiel (Institut für Soziologie der Christian-Albrechts-Universität)
- 2014: (3. völlig überarbeitete Auflage, zus. mit Gisela Trommsdorff und Nicole Burzan) Wörterbuch der Soziologie, Stuttgart (Lucius & Lucius)